# Антов, Валентин
Валентин Ивайлов Антов (болг. Валентин Ивайлов Антов; 9 ноября 2000, София, Болгария) — болгарский футболист, защитник клуба «Монца» и сборной Болгарии. На правах аренды выступает за клуб «Кремонезе».

## Биография

### Клубная карьера
Племянник бывшего игрока сборной Болгарии Анатоли Нанкова. Является воспитанником софийского ЦСКА, за основную команду которого дебютировал 19 августа 2015 года в кубковом матче против «София 2010», став таким образом самым молодым игроком в истории ЦСКА (14 лет, 9 месяцев и 10 дней), а также самым молодым капитаном команды (в качестве капитана провёл последние 25 минут матча). В том же сезоне провёл за ЦСКА 4 матча в третьем болгарском дивизионе. После окончания сезона, ЦСКА был напрямую взят в высшую лигу страны, минуя второй дивизион, а во вторую лигу был заявлен фарм-клуб команды, в составе которого Антов провёл 5 матчей. С 2017 года вновь стал привлекаться к основному составу ЦСКА, а 14 апреля 2018 года дебютировал в высшей лиге, выйдя на замену в матче с «Вереей».

### Карьера в сборной
За основную сборную Болгарии дебютировал 25 марта 2019 года в матче отборочного турнира чемпионата Европы 2020 со сборной Косова, в котором вышел на замену на 80-й минуте вместо Георги Костадинова.

## Достижения

### Командные
ЦСКА София
- Обладатель Кубка Болгарии: 2015/2016
- Победитель третьей лиги Болгарии: 2015/2016

### Личные
Лучший молодой футболист Болгарии: 2018